# 城巴N23線
城巴N23線是香港的一條通宵巴士路線，來往慈雲山（北）及東涌站。

## 歷史
- 1999年4月25日：投入服務，初時來往藍田（北）及機場（地面運輸中心）
- 1999年12月20日：配合機場通宵路線重組，改為慈雲山（中）至東涌站，往東涌站方向改經黃埔花園、油麻地、旺角、大角咀及機場，往慈雲山（中）方向改經機場及黃埔花園
- 2001年1月7日：總站由慈雲山（中）延長至慈雲山（北）
- 2017年12月15日：增設實時抵站時間查詢服務。[1]
- 2019年8月3日：隨著彩虹道遊樂場附近道路工程完成，該路線往太子道東方向恢復停「彩虹道遊樂場」站，不停「衍慶街」站。[2]

## 服務時間（詳細班次）
每日
- 東涌站開：00:15、01:10
- 慈雲山（北）開：03:35、04:35、05:05

## 收費
全程：$23.8（機場員工優惠票價：$20.7）
- 青嶼幹線巴士轉乘站往慈雲山（北）：$20.7
- 柯士甸站往慈雲山（北）：$12.4
- 富豪東方酒店往慈雲山（北）：$7.2
- 青嶼幹線巴士轉乘站往東涌站：$13.5
- 過北大嶼山公路後往東涌站：$5.3

| - 本線設有12歲以下小童及65歲或以上長者半價優惠。 - 65歲或以上香港居民使用「樂悠咭」，以及12歲以下合資格殘疾兒童使用「殘疾人士身份」個人八達通繳付車資，均可享有每程$2.0或半價（以較低者為準）的票價優惠；12至64歲合資格殘疾人士使用「殘疾人士身份」個人八達通（包括「樂悠咭」），以及60至64歲香港居民使用「樂悠咭」繳付車資，均可享有每程$2.0或全費（以較低者為準）的票價優惠。 - 65歲或以上長者如使用長者或一般個人八達通繳付車資，則只可享有半價優惠；12至64歲合資格殘疾人士如不使用「殘疾人士身份」個人八達通，以及60至64歲人士如不使用「樂悠咭」繳付車資，必須繳付全費。 - 乘客可以現金或八達通於上車時付款，不設找續。 - 每位成人乘客可免費攜帶最多兩名4歲以下而不佔座位的兒童乘客乘車，超額之4歲以下小童必須繳付小童車費乘車。 - 九龍巴士、城巴及龍運巴士全職員工及家屬（不包括外判職員）可免費乘搭本路線，惟必須拍職員或職員家屬八達通。 - 乘客亦可使用AlipayHK「易乘碼」、支付寶、 WeChatHK／微信支付「搭車碼」、銀聯雲閃付「乘車碼」及BOC Pay「乘車碼」、具有感應式支付功能的VISA、Mastercard及銀聯卡，以及Apple Pay、Google Pay及Samsung Pay流動支付平台繳付車資。使用此支付方式的乘客可享有中途下車之分段收費，以及與其他城巴獨營路線或聯營線城巴班次之轉乘優惠，惟不適用於與非城巴路線之轉乘優惠。使用此支付方式的乘客亦不能享有「公共交通費用補貼計劃」及「長者及合資格殘疾人士公共交通票價優惠計劃」。 |

## 行車路線
東涌站開經：達東路、順東路、赤鱲角南路、駿坪路、駿運路、駿運路交匯處、航膳東路、駿運路交匯處、觀景路、東岸路、機場路、暢連路、機場（地面運輸中心）巴士總站、暢連路、暢達路、機場北交匯處、機場路、機場南交匯處、機場路、北大嶼山公路、青嶼幹線、青衣西北交匯處、長青公路、長青隧道、青葵公路、西九龍公路、連翔道、佐敦道、加士居道、漆咸道南、漆咸道北、隧道、機利士南路、蕪湖街、德民街、德安街、黃埔花園巴士總站、德康街、紅磡道、庇利街、新柳街、漆咸道北、馬頭圍道、馬頭涌道、太子道西、太子道東、彩虹道、蒲崗村道、鳳德道、斧山道、蒲崗村道、慈雲山道、惠華街、雲華街及慈雲山道。
慈雲山（北）開經：慈雲山道、惠華街、雲華街、慈雲山道、蒲崗村道、斧山道、鳳德道、蒲崗村道、彩虹道、天橋、太子道東、太子道西、馬頭涌道、馬頭圍道、漆咸道北、蕪湖街、德民街、德安街、黃埔花園巴士總站、德康街、紅磡道、紅磡繞道、公主道連接路、漆咸道南、加士居道、彌敦道、亞皆老街、櫻桃街、隧道、海輝道、連翔道、荔灣交匯處、西九龍公路、青葵公路、長青隧道、長青公路、青衣西北交匯處、青嶼幹線、北大嶼山公路、機場路、暢連路、暢達路、機場北交匯處、機場路、機場南交匯處、機場路、東岸路、觀景路、駿明路、觀景路、駿運路交匯處、航膳東路、駿運路交匯處、駿運路、駿坪路、赤鱲角南路、順東路及達東路。

### 沿線車站

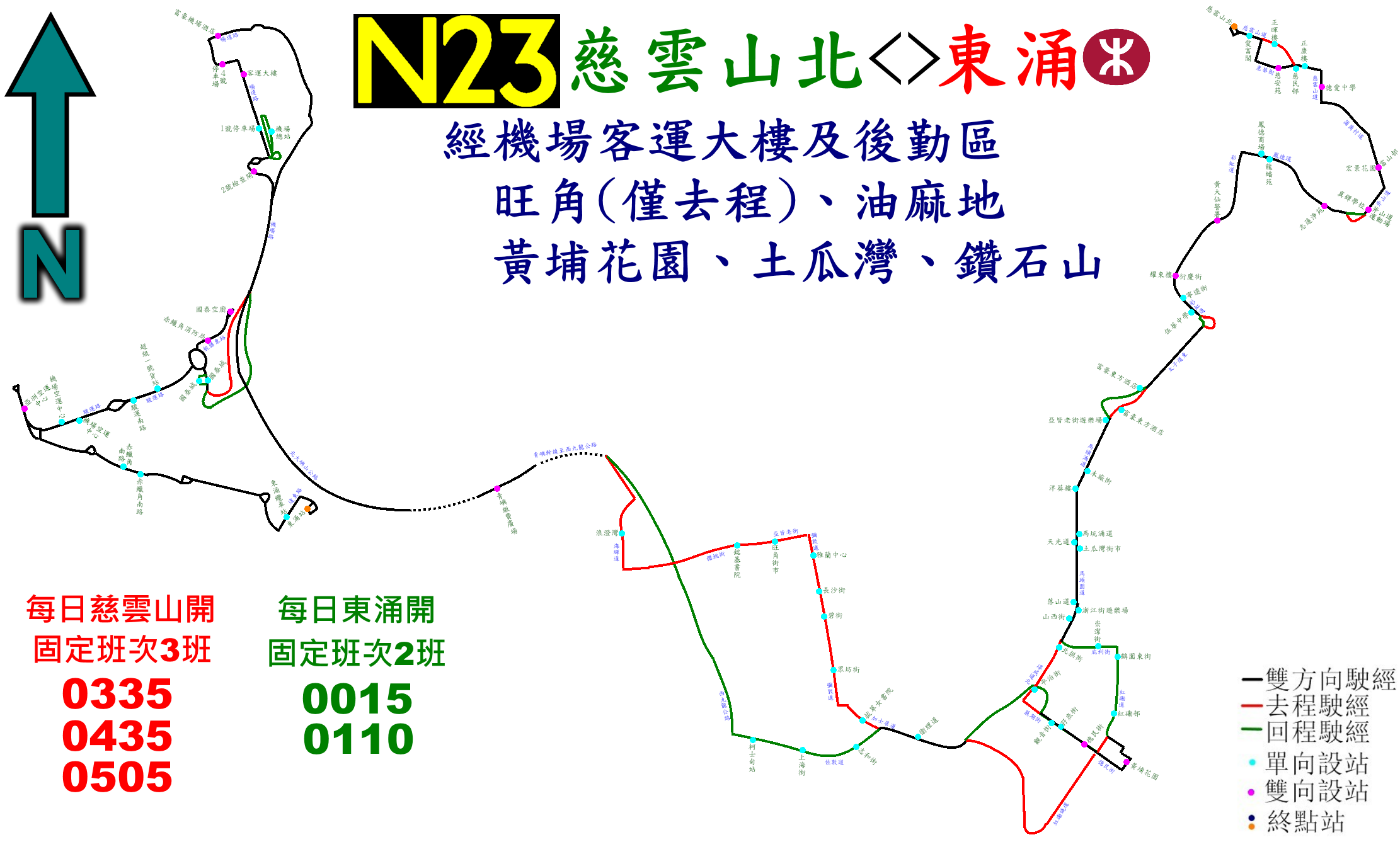
此線的走線圖

| 東涌站開 | 東涌站開             | 東涌站開                     | 慈雲山（北）開 | 慈雲山（北）開     | 慈雲山（北）開         |
| 序號     | 車站名稱             | 位置                         | 序號           | 車站名稱           | 位置                   |
| -------- | -------------------- | ---------------------------- | -------------- | ------------------ | ---------------------- |
| 1        | 東涌站               | 東涌站巴士總站               | 1              | 慈雲山（北）       | 慈雲山（北）巴士總站   |
| 2        | 赤鱲角南路           | 赤鱲角南路                   | 2              | 慈正邨正暉樓       | 慈雲山道               |
| 3        | 亞洲空運中心         | 駿坪路                       | 3              | 慈安苑             | 惠華街                 |
| 4        | 機場空運中心         | 駿運路                       | 4              | 慈正邨正康樓       | 慈雲山道               |
| 5        | 香港空運貨站         | 駿運路                       | 5              | 德愛中學           | 慈雲山道               |
| 6        | 赤鱲角消防局         | 航膳東路                     | 6              | 富山邨             | 蒲崗村道               |
| 7        | 國泰空廚             | 航膳東路                     | 7              | 斧山道運動場       | 斧山道                 |
| 8        | 國泰城               | 觀景路                       | 8              | 志蓮淨苑           | 鳳德道                 |
| 9        | 二號檢查閘           | 暢連路                       | 9              | 龍蟠苑             | 鳳德道                 |
| 10       | 機場（地面運輸中心） | 機場（地面運輸中心）巴士總站 | 10             | 黃大仙警署         | 彩虹道                 |
| 11       | 一號客運大樓（北）   | 暢達路                       | 11             | 彩虹道遊樂場       | 彩虹道                 |
| 12       | 富豪機場酒店         | 暢達路                       | 12             | 寧遠街             | 彩虹道                 |
| 13       | 青嶼幹線巴士轉乘站   | 北大嶼山公路                 | 13             | 富豪東方酒店       | 太子道西               |
| 14       | 柯士甸站             | 佐敦道                       | 14             | 木廠街             | 馬頭涌道               |
| 15       | 上海街               | 佐敦道                       | 15             | 馬坑涌道           | 馬頭圍道               |
| 16       | 志和街               | 佐敦道                       | 16             | 土瓜灣街市         | 馬頭圍道               |
| 17       | 衛理道               | 加士居道                     | 17             | 浙江街遊樂場       | 馬頭圍道               |
| 18       | 觀音街               | 蕪湖街                       | 18             | 北拱街             | 漆咸道北               |
| 19       | 德民街               | 德民街                       | 19             |                    | 漆咸道北               |
| 20       | 黃埔花園             | 黃埔花園公共運輸交匯處       | 20             | 孖庶街             | 蕪湖街                 |
| 21       | 紅磡邨               | 紅磡道                       | 21             | 德民街             | 德民街                 |
| 22       | 鶴園東街             | 紅磡道                       | 22             | 黃埔花園           | 黃埔花園公共運輸交匯處 |
| 23       | 崇潔街               | 庇利街                       | 23             | 拔萃女書院         | 加士居道               |
| 24       | 山西街               | 漆咸道北                     | 24             | 眾坊街             | 彌敦道                 |
| 25       | 落山道               | 馬頭圍道                     | 25             | 碧街               | 彌敦道                 |
| 26       | 天光道               | 馬頭圍道                     | 26             | 長沙街             | 彌敦道                 |
| 27       | 馬頭圍邨洋葵樓       | 馬頭圍道                     | 27             | 雅蘭中心           | 彌敦道                 |
| 28       | 亞皆老街遊樂場       | 馬頭涌道                     | 28             | 旺角街市           | 亞皆老街               |
| 29       | 富豪東方酒店         | 太子道東                     | 29             | 銘基書院           | 櫻桃街                 |
| 30       | 天主教伍華中學       | 彩虹道                       | 30             | 浪澄灣             | 海輝道                 |
| 31       | 東頭邨泰東樓         | 彩虹道                       | 31             | 青嶼幹線巴士轉乘站 | 北大嶼山公路           |
| 32       | 黃大仙警署           | 彩虹道                       | 32             | 二號檢查閘         | 暢連路                 |
| 33       | 鳳德商場             | 鳳德道                       | 33             | 一號停車場         | 暢達路                 |
| 34       | 志蓮淨苑             | 鳳德道                       | 34             | 一號客運大樓（北） | 暢達路                 |
| 35       | 真鐸學校             | 斧山道                       | 35             | 富豪機場酒店       | 暢達路                 |
| 36       | 宏景花園             | 蒲崗村道                     | 36             | 國泰城             | 駿明路                 |
| 37       | 德愛中學             | 慈雲山道                     | 37             | 赤鱲角消防局       | 航膳東路               |
| 38       | 慈民邨               | 慈雲山道                     | 38             | 國泰空廚           | 航膳東路               |
| 39       | 慈安苑               | 惠華街                       | 39             | 駿運南路           | 駿運路                 |
| 40       | 慈愛苑愛富閣         | 慈雲山道                     | 40             | 機場空運中心       | 駿運路                 |
| 41       | 慈雲山（北）         | 慈雲山（北）巴士總站         | 41             | 亞洲空運中心       | 駿坪路                 |
|          |                      |                              | 42             | 赤鱲角南路         | 赤鱲角南路             |
| 43       | 東涌纜車站           | 達東路                       |                |                    |                        |
| 44       | 東涌站               | 東涌站巴士總站               |                |                    |                        |

## 外部連結
- Allnight Citybus Route 城巴通宵路線－N23 （页面存档备份，存于）